# 1874 Kacivelia
1874 Kacivelia eller A924 RC är en asteroid i huvudbältet, som upptäcktes 5 september 1924 av den sovjetiske astronomen Sergej Beljavskij vid Simeizobservatoriet på Krim. Den är uppkallad efter byn Kaciveli på Krim.
Asteroiden har en diameter på ungefär 20 kilometer.